# Yōsui Inoue
Yōsui Inoue (井上 陽水, Inoue Yōsui, né le 30 août 1948), de son vrai nom Akimi Inoue, est un chanteur japonais, auteur, compositeur, guitariste, producteur de musique, renommé au Japon.
Il débute en 1969 sous le pseudonyme "Andre Candre" avec peu de succès, avant de changer de label et de nom pour la sortie de son premier album en 1971. Son troisième album Kōri no Sekai est le premier album de l'histoire à dépasser le million de ventes au japon. Il sort une vingtaine d'albums durant les décennies suivantes, dont deux avec Tamio Okuda, vendant plus de 10 millions de disques et classant sept albums en tête du classement de ventes de l'Oricon.

## Discographie

### Albums studio
- Danzetsu (断絶?) (1972)
- Yōsui Two: Sentimental (陽水II～センチメンタル?) (1972)
- Kōri no Sekai (氷の世界?) (1973)
- Nishoku no Koma (二色の独楽?) (1974)
- Shoutaijou no Nai Show (招待状のないショー?) (1976)
- White (1978)
- Sneaker Dancer (1979)
- Every Night (1980)
- Ayashii Yoru wo Matte (あやしい夜をまって?) (1981)
- Lion & Pelican (1982)
- Ballerina (1983)
- 9.5 Carats (1984)
- Negative (1987)
- Handsome Boy (1990)
- Gaido no Inai Yoru (ガイドのいない夜?) (1992)
- Under the Sun (1993)
- Eien no Sur (永遠のシュール?) (1994)
- Shopping (par InoueYosui / OkudaTamio, 1997)
- Kudan (九段?) (1998)
- United Cover (2001)
- Cassis (2002)
- Blue Selection(2002)
- Love Complex (2006)
- Double Drive (par InoueYosui / OkudaTamio, 2007)

### Albums live
- Modorimichi (juin 1973) enregistré au Tokyo Kōsei Nenkin Kaikan